# Canton de Montpellier-7
Le canton de Montpellier 7 est une ancienne division administrative française située dans le département de l'Hérault, dans l'arrondissement de Montpellier, jusqu'au redécoupage des cantons en 2014.

## Composition
Il est composé de la commune suivante :
| Nom                     | Code Insee | Intercommunalité                   | Population (dernière pop. légale)                |
| ----------------------- | ---------- | ---------------------------------- | ------------------------------------------------ |
| Montpellier (chef-lieu) | 34172      | Montpellier Méditerranée Métropole | Fraction : 29 481(2012) Commune : 275 318 (2014) |

Il inclut les quartiers suivants :
- Hauts-d'Argency
- Ovalie
- Lepic
- Figuerolles
- Les Arceaux
- Cité Astruc
- Clémentville
- Saint-Clément
- Les Cévennes
- Alco
- Le Petit Bard
- La Pergola

## La photo du canton

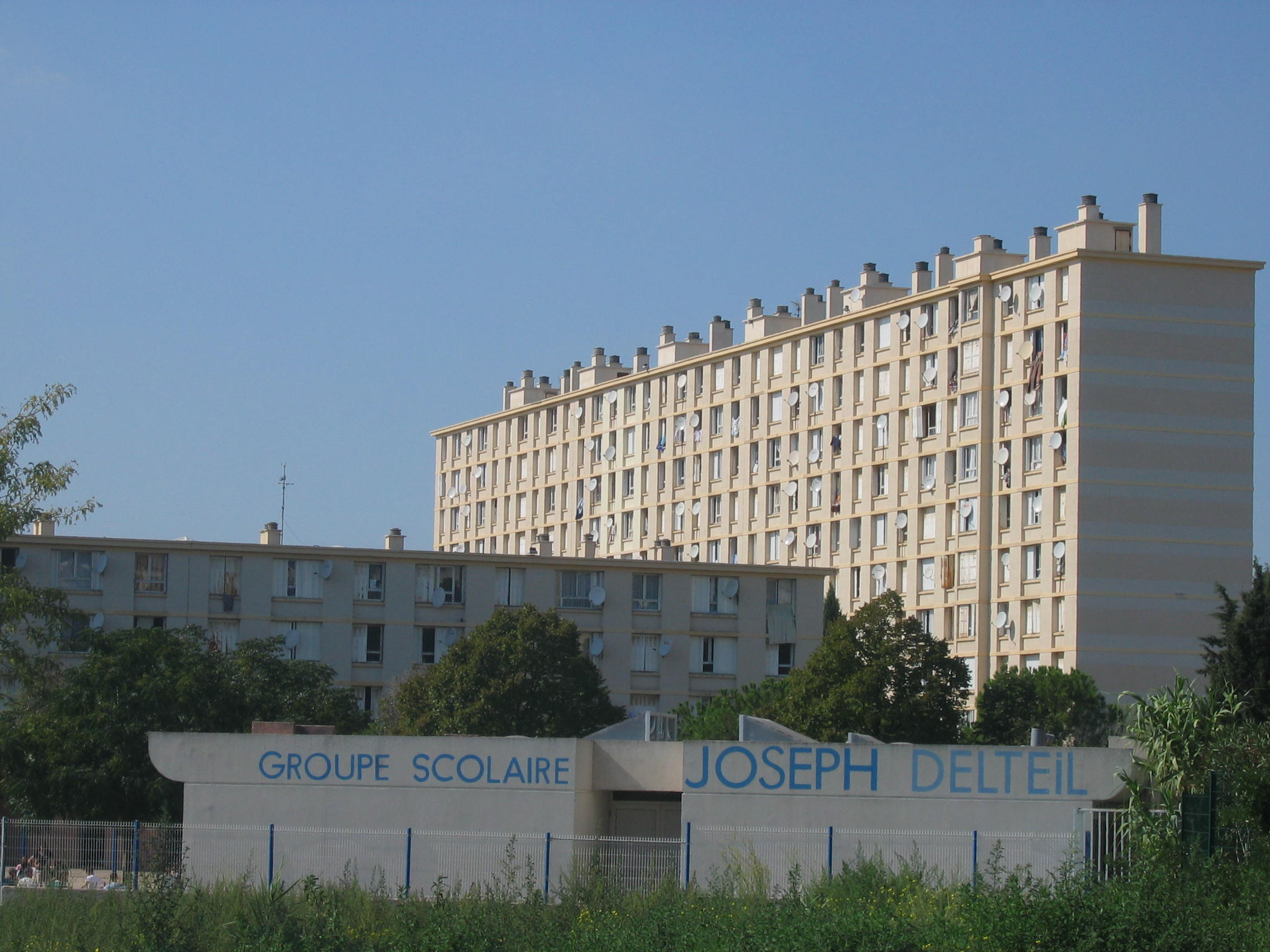
La grande barre de la cité du Petit-Bard

## Administration
| Période | Période | Identité          | Étiquette   | Qualité |
| ------- | ------- | ----------------- | ----------- | --- |
| 1973    | 1979    | Henri Grillon     | UDF-PR      | Avocat, Premier adjoint au Maire de Montpellier (1971-1977)                                                                        |
| 1979    | 1998    | Alain Bosc        | PS puis DVG | Chef d'entreprise à Montpellier |
| 1998    | 2011    | Christian Bouillé | DVG         | Conseiller régional depuis mars 2010 Adjoint au maire de Montpellier depuis mars 2001 Conseiller de l'Agglomération de Montpellier |
| 2011    | 2015    | Jacques Martin    | PS          | Conseiller municipal de Montpellier (2001-2014) vice-président de Montpellier-Agglomération (2008-2014)                            |

## Démographie
| 1975 | 1982 | 1990   | 1999   | 2006   | 2011   | 2012   |
| ---- | ---- | ------ | ------ | ------ | ------ | ------ |
| -    | -    | 23 578 | 25 840 | 27 903 | 29 250 | 29 481 |